# أراكاتاكا (كولومبيا)
أراكاتاكا (بالإسبانية: Aracataca)‏ هي بلدية بمقاطعة ماجدالينا في كولومبيا. ونالت المدينة شهرتها بعد حصول أديبها غابرييل غارثيا ماركيث على جائزة نوبل في الآداب عام 1982 وشهرة مصورها ورسامها الكاريكاتيري ليو ماتيث إسبينوثا. وبعدها أصبحت البلدية رمزًا وواحدة من البلديات الأكثر شهرة في أمريكا اللاتينية.

## معرض الصور

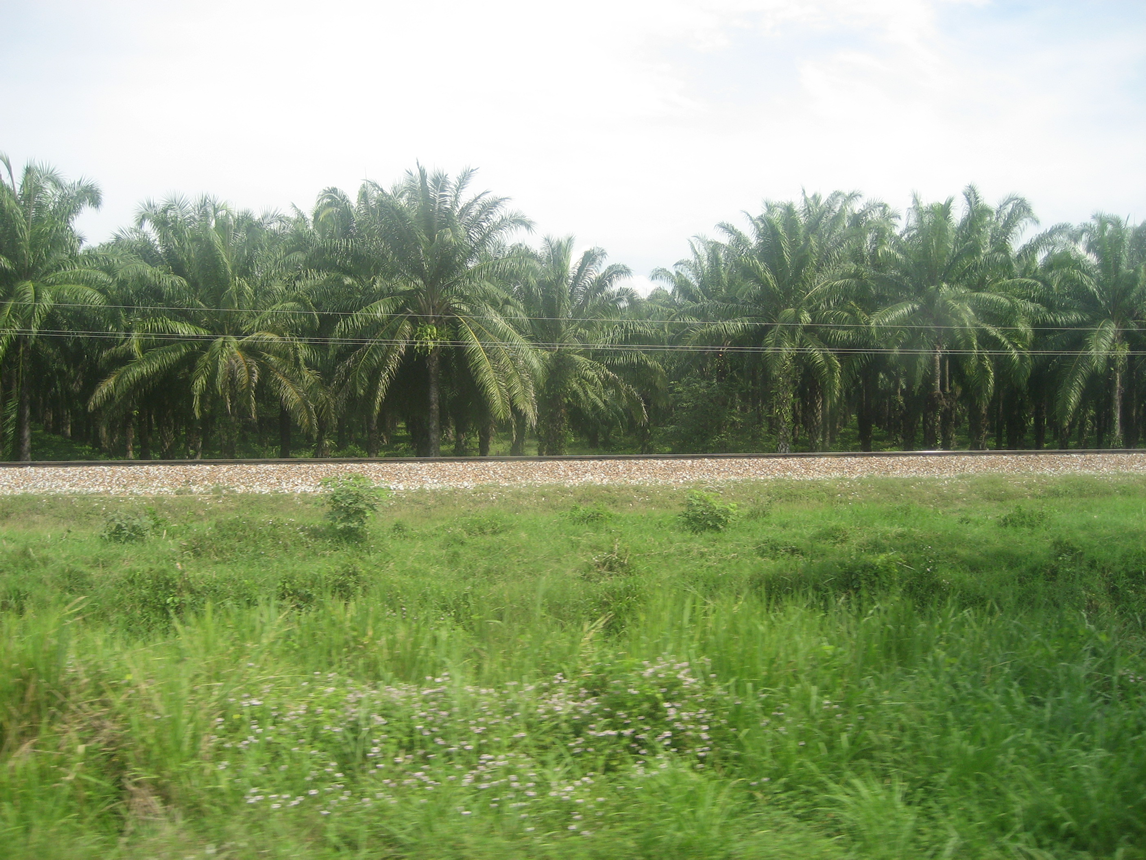
زراعة نخيل الزيت في أراكاتاكا.
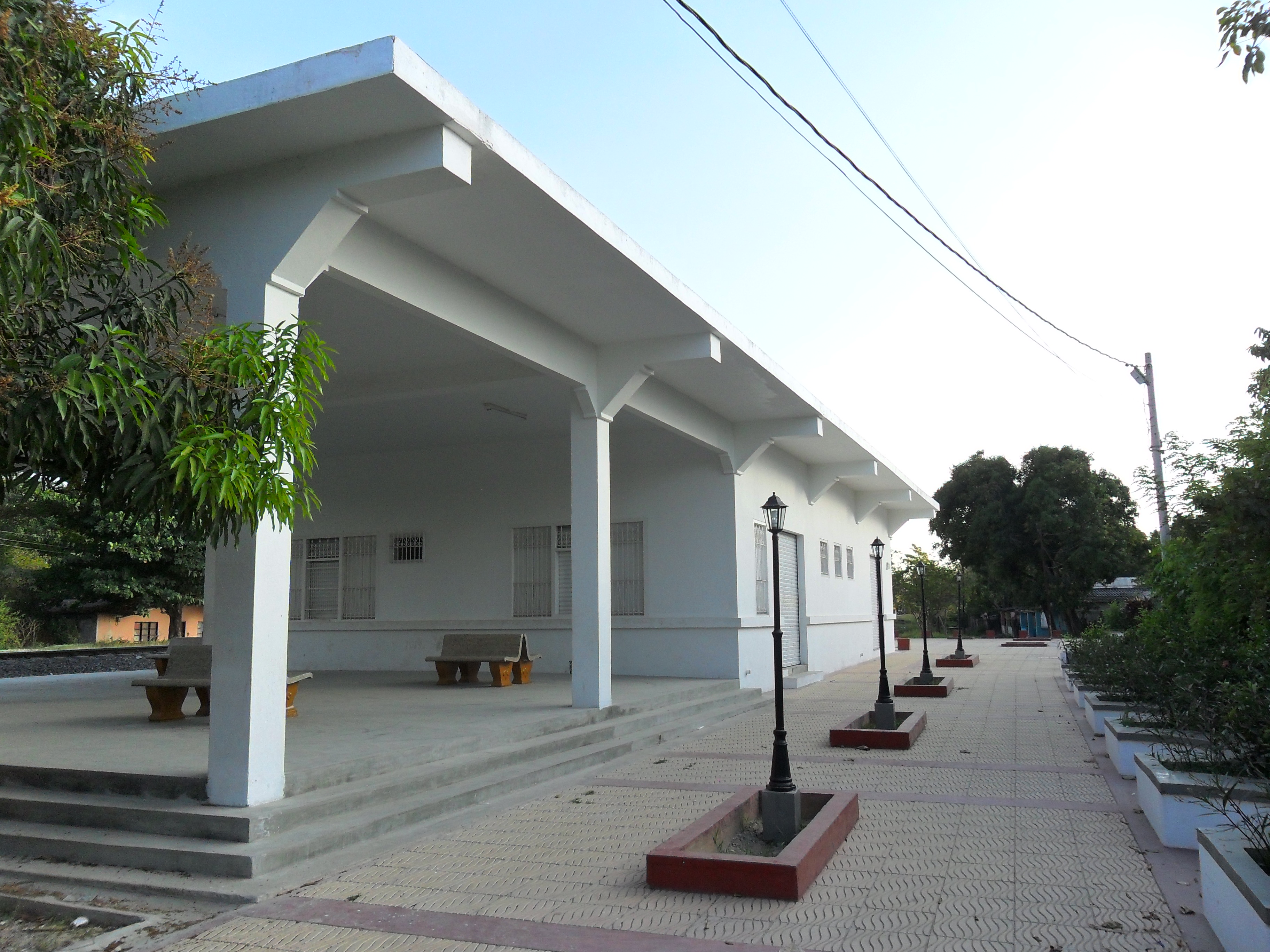
محطة القطار في أراكاتاكا.

## أعلام
- غابرييل غارثيا ماركيث